# Делиблато
Делиблато је насељено место на територији општине Ковин, у јужнобанатском округу, у Србији. Надморска висина места је 94 м. Први подаци за ово насеље датирају из 1660. године. Налази се на ободу Делиблатске пешчаре. Село има 2409 становника према попису становништва из 2022. године, а главна делатност је пољопривреда.
Овде се налазе Црква Преноса моштију Светог Николе у Делиблату и Три надгробна споменика у порти српске православне цркве у Делиблату.

## Географски положај
Делиблато је лоцирано на периферији лесне заравни, на месту где се она спаја с лесном терасом, на 90 до 110 m надморске висине. Делиблатска пешчара је удаљена 2 km од северних делова насеља, док је западна ивица насеља одређена долином Обзовик — баре.
Делиблато се налази на кружном путу Панчево — Ковин. Од Мраморка је удаљено 6 km, а од Ковина 9 km. Кроз пешчару води пут до Беле Цркве. 

## Историја
Први писани подаци датирају из 1660. године и по њима насеље је вероватно настало за време Турака и спомиње се као српско. Записани су у "Катастигу" из те године само Михаило Доловац, брат његов Захарија и Никола. Вероватно је већи број досељен под грофом Ђурђем Бранковићем и патријархом Арсенијем Чарнојевићем. У ратовима Аустрије и Турске Делиблато је претрпело знатна оштећења, тако да је након протеривања Турака остало само 16 домаћинстава. Делиблато је изграђено 1689. године, са школом и црквом од брвана и дасака.
На Марсилијевој карти од 1723. до 1725. године Делиблато је означено као ненасељено, а подручје је припадало панчевачком округу. Поново се јавља као мање насеље 1753. године са српским живљем. Одлуком Марије Терезије од 1770. године налазило се у Војној крајини и у њега се тада досељава већи број српских граничара и Румуна. Дели-блато је 1764. године православна парохија у Панчевачком протопрезвитерату. А 1773. године припојено је илирско-банатској, а две године касније немачко-банатској регименти. Аустријски царски ревизор Ерлер је 1774. године констатовао да "Делиблат" припада Панчевачком дистрикту. Село има милитарски статус а становништво је било претежно српско. Када је 1797. године пописан православни клир Темишварске епархије ту је живело четири свештеника, који су одреда знали српски и румунски језик. Пароси, поп Марко Ивашков (рукоп. 1763), поп Филип Стојановић (1759), поп Андреј Ивашков (1791) те ђакон Арсеније Михајлов (1793).
Милитарска тривијална школа са намачким наставним језиком отворена је 1780. године

#### Летопис
Према подацима црквене хронике 1778. године подигнута је Српска православна црква од тврдог материјала у близини старе која је том приликом порушена.
Године 1836, Делиблато је постало седиште шумар а за банатску пешчару, а 1873. године припојено је делиблатско-ковинском срезу тамишког комитета.
Године 1838. стара школска зграда од дрвета је срушена и изграђене нова од тврдог материјала. Имала је три учионице и стан за два учитеља. У њој су се школовала српска и румунска деца. На улазу у школско двориште, изнад оба стуба, писало је на немачком језику: „Делиблатска општинска народна школа“. Преко пута сеоског дома, 1856. године, на иницијативу капетана Александра Будисављевића, саграђена је нова двоспратна школска зграда, Српска тривијална школа, у којој се настава изводила на немачком језику, али се учио српски језик као предмет. Први учитељ у селу био је Атанасије Томић, који је учио децу од 1779. до 1810. године.
Године 1848. рођен је син делиблатског капелана Петра Арсенијевића, Василије па променивши име Владан Арсенијевић (1848—1900). Владан је био професор у Новом Саду и Карловцу, аутор - преводилац више уџбеника из природних наука, књижевник и новинар - уредник "Гласа народа" у Новом Саду.
По првом систематском попису 1869. године Делиблато је имало 3.505 становника, а 2002. године 3.488 становника. Најбројнију етничку групу чине Срби и Румуни.
Румунска православна црква изграђена је 1925. година.
 

Године 1950. године село добија осмогодишњу школу, која 1961. године добија име "Паја Маргановић". Нова школска зграда са фискултурном салом и свим условима за образовно-васпитни рад изграђена је 1978. године. Делиблато има, дом културе, библиотеку и дугу културну традицију, коју негује КУД „Паја Маргановић“. У Делиблату постоји здравствена станица са апотеком.
Делиблато је познато револуционарно насеље. Борцима и жртвама фашистичког терора подигнути су: Споменик револуције, биста Паји Маргановићу и спомен плоча Паји Маргановићу, Богдану Петровићу и Албу Петру Макри.
У Делиблату ради више спортских клубова: ФК"Омладинац“, МРК"Омладинац“, Коњички клуб „Делиблато“, Удружење спортских риболоваца. Поред тога постоји Ловачко друштво које има свој ловачки дом и Добровољачко ватрогасно друштво.
Близина Чардака, на коме је за потребе организовања омладинских радних акција изграђен комплекс објеката за смештај и исхрану, са амбулантом, а сада још увек у функцији избегличког кампа, на путу је да се развије у туристички центар овог подручја, погодан за излетнички туризам, стационирани боравак туриста и сл.

#### Знаменити Делиблаћани
- Светозар Ивачковић (1844—1824) архитекта
- Петар, потоњи српски патријарх Прокопије Ивачковић, (1809-1881)

## Демографија
У насељеном месту Делиблато живи 2393 пунолетних становника, а просечна старост становништва износи 42,5 година (40,1 код мушкараца и 45,0 код жена). У насељеном месту има 1011 домаћинстава, а просечан број чланова по домаћинству је 3,18.
Ово насеље је углавном насељено Србима (према попису из 2011. године), а у последњих седам пописа становништва, примећен је пад у броју становника.
|  |

| Демографија | Демографија | Демографија |
| Година      | Становника  | Становника  |
| ----------- | ----------- | ----------- |
| 1948.       | 4.281       |             |
| 1953.       | 4.509       |             |
| 1961.       | 4.262       |             |
| 1971.       | 4.189       |             |
| 1981.       | 3.885       |             |
| 1991.       | 3.722       | 3.558       |
| 2002.       | 3.498       | 3.596       |
| 2011.       | 2.939       |             |
| 2022.       | 2.409       |             |

| Година | Укупно | Срби  | Румуни | Југословени | Мађари | Роми  | Хрвати | Црногорци | Остали |
| 1991.  | 3,722  | 74.2% | 17.35% | 4.00%       | 1.85%  | 0.80% | 0.37%  | 0.29%     | 0.69%  |

| Етнички састав према попису из 2002.‍ | Етнички састав према попису из 2002.‍ | Етнички састав према попису из 2002.‍ | Етнички састав према попису из 2002.‍ | Етнички састав према попису из 2002.‍ |
| ------------------------------------ | ------------------------------------ | ------------------------------------ | ------------------------------------ | ------------------------------------ |
|                                      |                                      |                                      |                                      |                                      |
| Срби                                 | Срби                                 |                                      | 2.802                                | 80,10%                               |
| Румуни                               | Румуни                               |                                      | 441                                  | 12,60%                               |
| Мађари                               | Мађари                               |                                      | 44                                   | 1,25%                                |
| Југословени                          | Југословени                          |                                      | 43                                   | 1,22%                                |
| Роми                                 | Роми                                 |                                      | 38                                   | 1,08%                                |
| Црногорци                            | Црногорци                            |                                      | 10                                   | 0,28%                                |
| Хрвати                               | Хрвати                               |                                      | 9                                    | 0,25%                                |
| Чеси                                 | Чеси                                 |                                      | 3                                    | 0,08%                                |
| Немци                                | Немци                                |                                      | 3                                    | 0,08%                                |
| Муслимани                            | Муслимани                            |                                      | 3                                    | 0,08%                                |
| Власи                                | Власи                                |                                      | 3                                    | 0,08%                                |
| Руси                                 | Руси                                 |                                      | 2                                    | 0,05%                                |
| Македонци                            | Македонци                            |                                      | 2                                    | 0,05%                                |
| Словаци                              | Словаци                              |                                      | 1                                    | 0,02%                                |
| непознато                            | непознато                            |                                      | 32                                   | 0,91%                                |

| \| \| м \| \| \| ж \| \| ? \| 4 \| \| \| 4 \| \| 80+ \| 35 \| \| \| 45 \| \| 75—79 \| 53 \| \| \| 88 \| \| 70—74 \| 95 \| \| \| 109 \| \| 65—69 \| 92 \| \| \| 154 \| \| 60—64 \| 74 \| \| \| 108 \| \| 55—59 \| 75 \| \| \| 80 \| \| 50—54 \| 119 \| \| \| 123 \| \| 45—49 \| 150 \| \| \| 135 \| \| 40—44 \| 138 \| \| \| 113 \| \| 35—39 \| 120 \| \| \| 122 \| \| 30—34 \| 108 \| \| \| 89 \| \| 25—29 \| 95 \| \| \| 99 \| \| 20—24 \| 104 \| \| \| 90 \| \| 15—19 \| 131 \| \| \| 126 \| \| 10—14 \| 128 \| \| \| 115 \| \| 5—9 \| 129 \| \| \| 101 \| \| 0—4 \| 70 \| \| \| 77 \| \| Просек : \| 38,7 \| \| \| 42,2 \| |      |  |  |      |
| |      |  |  |      |
| | м    |  |  | ж    |
| ? | 4    |  |  | 4    |
| 80+ | 35   |  |  | 45   |
| 75—79 | 53   |  |  | 88   |
| 70—74 | 95   |  |  | 109  |
| 65—69 | 92   |  |  | 154  |
| 60—64 | 74   |  |  | 108  |
| 55—59 | 75   |  |  | 80   |
| 50—54 | 119  |  |  | 123  |
| 45—49 | 150  |  |  | 135  |
| 40—44 | 138  |  |  | 113  |
| 35—39 | 120  |  |  | 122  |
| 30—34 | 108  |  |  | 89   |
| 25—29 | 95   |  |  | 99   |
| 20—24 | 104  |  |  | 90   |
| 15—19 | 131  |  |  | 126  |
| 10—14 | 128  |  |  | 115  |
| 5—9 | 129  |  |  | 101  |
| 0—4 | 70   |  |  | 77   |
| Просек : | 38,7 |  |  | 42,2 |

| Година пописа     | 1948. | 1953. | 1961. | 1971. | 1981. | 1991. | 2002. |
| ----------------- | ----- | ----- | ----- | ----- | ----- | ----- | ----- |
| Број домаћинстава | 1.234 | 1.300 | 1.297 | 1.287 | 1.242 | 1.181 | 1.011 |

| Број чланова      | 1   | 2   | 3   | 4   | 5   | 6  | 7  | 8  | 9 | 10 и више | Просек |
| ----------------- | --- | --- | --- | --- | --- | -- | -- | -- | - | --------- | ------ |
| Број домаћинстава | 190 | 247 | 167 | 176 | 123 | 74 | 19 | 10 | 2 | 3         | 3,18   |

| Пол    | Укупно | Неожењен/Неудата | Ожењен/Удата | Удовац/Удовица | Разведен/Разведена | Непознато |
| ------ | ------ | ---------------- | ------------ | -------------- | ------------------ | --------- |
| Мушки  | 1.393  | 404              | 847          | 87             | 53                 | 2         |
| Женски | 1.485  | 252              | 860          | 321            | 52                 | 0         |
| УКУПНО | 2.878  | 656              | 1.707        | 408            | 105                | 2         |

| Пол    | Укупно                    | Пољопривреда, лов и шумарство | Рибарство                            | Вађење руде и камена | Прерађивачка индустрија       |
| ------ | ------------------------- | ----------------------------- | ------------------------------------ | -------------------- | ----------------------------- |
| Мушки  | 763                       | 504                           | 0                                    | 1                    | 101                           |
| Женски | 405                       | 266                           | 0                                    | 0                    | 32                            |
| Укупно | 1.168                     | 770                           | 0                                    | 1                    | 133                           |
|        |                           |                               |                                      |                      |                               |
| Пол    | Производња и снабдевање   | Грађевинарство                | Трговина                             | Хотели и ресторани   | Саобраћај, складиштење и везе |
| Мушки  | 3                         | 24                            | 27                                   | 24                   | 20                            |
| Женски | 1                         | 0                             | 30                                   | 10                   | 2                             |
| Укупно | 4                         | 24                            | 57                                   | 34                   | 22                            |
|        |                           |                               |                                      |                      |                               |
| Пол    | Финансијско посредовање   | Некретнине                    | Државна управа и одбрана             | Образовање           | Здравствени и социјални рад   |
| Мушки  | 2                         | 3                             | 9                                    | 8                    | 10                            |
| Женски | 0                         | 6                             | 4                                    | 22                   | 26                            |
| Укупно | 2                         | 9                             | 13                                   | 30                   | 36                            |
|        |                           |                               |                                      |                      |                               |
| Пол    | Остале услужне активности | Приватна домаћинства          | Екстериторијалне организације и тела | Непознато            | Непознато                     |
| Мушки  | 7                         | 1                             | 0                                    | 19                   | 19                            |
| Женски | 2                         | 2                             | 0                                    | 2                    | 2                             |
| Укупно | 9                         | 3                             | 0                                    | 21                   | 21                            |

## Галерија
- Месна заједница
- Водица Усековања главе Светог Јована
- Табла са именима погинулих у борби НОБа у Делиблату
- Основна школа Паја Маргановић
- Пијаца
- Гробље
- Фонтана код Цркве Преноса моштију Светог Николе
- Библиотека Вук Караџић